# Инбар, Моше
Моше Инбар — израильский врач-онколог, ученый, профессор. В 1997—2016 гг. — заведующий департаментом онкологии медцентра им. Сураски — Ихилов (Тель-Авив).

## Биография
В 1966 г. поступил в медицинскую школу Еврейского университета (Иерусалим) и окончил ее в 1972 г. В 1975 г. завершил интернатуру в департаменте онкологии тель-авивского медцентра Сураски. После этого работал в медцентре Сураски в должности старшего врача департамента онкологии, затем — заведующего отделением химиотерапии того же департамента. В 1981 г. прошел стажировку в Онкоцентре им. Андерсона (Хьюстон, США), а в 1984—1985 гг. — стажировку по радиотерапии в Royal Marsden Hospital (Лондон, Великобритания). В 1997 г. возглавил департамент онкологии.
В 1988—1992 гг. — президент Израильского общества клинической онкологии и радиотерапии.
Основал IBCG (Israel Breast Cancer Group — Израильскую группу изучения рака молочной железы) и возглавлял ее в течение 8 лет.
Является профессором школы медицины им. Саклера Тель-Авивского университета.
За выдающиеся достижения в лечебной и научной работе был удостоен премии мэрии Тель-Авива в 1978 г. и награды Израильской ассоциации врачей в 1985 г.

## Научная работа
Является автором 238 научных публикаций. В сферу основных научных интересов профессора Инбара входят:
- исследование рака молочной железы, в том числе метастатического;
- гормональная терапия рака молочной железы железы гормональным препаратом тамоксифеном.

Является соавтором ряда исследований по лечению рака эндометрия, колоректального рака, сарком различной локализации, рака легкого, плоскоклеточного рака пищевода, по химиотерапии карциномы яичника и других онкологических заболеваний. Участвует в исследованиях, посвященных выявлению факторов риска онкозаболеваний и ранней диагностике различных видов рака.